# بوسرو (متروی میلان)
بوسرو (انگلیسی: Bussero) یک ایستگاه حومه شهر در خط ۲ مترو میلان در منطقه‌ای به همین نام واقع است. این ایستگاه در پایان سال ۱۹۷۲ افتتاح شده است.